# (40447) Lorenzoni
(40447) Lorenzoni ist ein Asteroid des Hauptgürtels, der am 11. September 1999 von Astronomen des Osservatorio San Vittore in Bologna entdeckt wurde.
Der Asteroid wurde nach dem italienischen Astronomen Giuseppe Lorenzoni benannt, womit dessen Wirken als Forscher und Professor an der Sternwarte Padua und der Universität Padua gewürdigt wurde.